# Candidaturas a los Juegos Panamericanos de 2019
Cuatro ciudades presentaron sus candidaturas para acoger los Juegos Panamericanos de 2019, formalmente conocidos como los XVIII Juegos Panamericanos.
El plazo para la presentación de las candidaturas para la organización de los Juegos, venció el día 31 de enero de 2013 y el 11 de octubre del mismo año, en Toronto, Canadá, el comité eligió a Lima como sede.

## Proceso de selección
Una comisión de la Organización Deportiva Panamericana programó visitas en el mes de mayo a las ciudades que se postularon para ser sede de los juegos, de las cuales se rindió un informe que fue tomado en cuenta para elegir la ganadora por parte de los comités olímpicos nacionales miembros de la ODEPA.

### Votación
El 11 de octubre de 2013, en Toronto se realizaron las votaciones a la cual la candidatura de la ciudad de Lima, Perú, fue la ganadora de la votación en primera ronda, al lograr más del 50% más uno de los votos requeridos para la elección.
| 51º Asamblea General de la ODEPA 9-11 de octubre de 2013, Toronto, Canadá |          |
| Ciudad                                                                    | Votación |
| Lima (PER)                                                                | 31       |
| La Punta (ARG)                                                            | 9        |
| Santiago (CHI)                                                            | 9        |
| Ciudad Bolívar (VEN)                                                      | 8        |

## Ciudades candidatas
- Ciudad Bolívar: El 22 de enero de 2013, una delegación integrada por el gobernador del estado Bolívar, Francisco Rangel Gómez; el presidente del Comité Olímpico Venezolano, Eduardo Álvarez; y el exministro de deportes, Héctor Rodríguez, se reunió con el presidente de la ODEPA para solicitar formalmente la sede en el estado Bolívar. Venezuela organizó los Juegos Panamericanos de 1983 en Caracas.[6]

- La Punta: El gobernador de la Provincia de San Luis, Claudio Poggi, y el intendente de La Punta, Darío Rosas Curi, presentaron formalmente a la ciudad como aspirante para los Juegos Panamericanos de 2019.[7] El 11 de junio de 2012, el Comité Olímpico Argentino fue el encargado de elegir a la candidata oficial por Argentina entre esta ciudad y Rosario.[8] La candidatura de La Punta, ciudad que tiene apenas 10 años, buscaba convertir al evento en los primeros Juegos Panamericanos sustentables de la historia.[9]

- Lima: El 31 de enero de 2013, con el lema “Lima, la sede de todos”, autoridades gubernamentales y deportivas lanzaron la candidatura de la capital del Perú como sede. El Comité Olímpico Peruano se fundamentó en el cumplimiento de los ofrecimientos que se hicieron al postular para los Panamericanos de 2015, entre los que figuran la remodelación del Estadio Nacional, la Villa Deportiva y el Estadio Alejandro Villanueva del Club Alianza Lima,[10] junto a la creación de nueva infraestructura.[11]

- Santiago: En marzo de 2012 la capital chilena confirmó su interés por presentar una candidatura para ostentar la sede del 2019 de los Juegos Panamericanos.[12] Además, en abril de este mismo año el Presidente de la República, Sebastián Piñera, nombró al extenista Fernando González como embajador y rostro de la candidatura.[13] Durante la presentación, se prometió una inversión total de 658 millones de dólares.[14] Se prometió también utilizar gran parte de la infraestructura construida para albergar los Juegos Suramericanos de 2014.